# Michael Waitz
Michael Waitz (* 1964 in Coburg) ist ein zeitgenössischer deutscher Maler, Zeichner und Fotograf. Er lebt und arbeitet in Berlin.

## Biografie
Michael Waitz studierte von 1989 bis 1996 Malerei an der Hochschule der Künste Berlin bei Hirsig und Klaus Fußmann. 1996 wurde er zum Meisterschüler von Klaus Fußmann ernannt. Im selben Jahr arbeitete er als künstlerischer Assistent an der Hochschule für Bildende Künste Dresden.
1997 folgte ein längerer Aufenthalt in Tansania (Ostafrika), der die künstlerische Arbeit thematisch beeinflusste. Seit 1998 arbeitet Michael Waitz freischaffend in Berlin, seit 2003 ist er Mitglied der Münchener Secession.

## Werk
In seinen figürlichen, meist mittelformatigen Gemälden entwirft Michael Waitz eine Welt, deren grundlegende Zutaten aktuelle Prozesse und allgemeinere Verhältnisse der umgebenden Umstände sind. Im malerischen Experiment, dessen wichtige Elemente das Ironische und bisweilen Groteske sind, erarbeitet Michael Waitz eine eigene Quintessenz der Welt. Sie ist weniger dem Surrealismus, eher dem tragisch-grotesken Hyperrealismus eines Hieronymus Bosch und dem politisch-tragischen Sarkasmus eines Francisco de Goya und George Grosz verpflichtet. In den Zeichnungen und insbesondere in den Serien, die seit 1994 im Medium der Radierung entstehen, steigert sich das Groteske und Sarkastische auch bis in die Nähe zur Karikatur.

## Ausstellungen und Sammlungen
Arbeiten von Michael Waitz waren bisher in zahlreichen Einzel- und Gruppenausstellungen in Galerien, Institutionen und auf Kunstmessen im In- und Ausland zu sehen und sind in wichtigen privaten und öffentlichen Sammlungen vertreten.
- im Haus der Kunst München
- auf der Art Karlsruhe
- in den Bayerischen Staatsgemäldesammlungen
- der Stiftung Schleswig-Holsteinische Landesmuseen
- in den Kunstsammlungen der Veste Coburg.
- Galerie Tobias Schrade, Ulm
- Galerie Schloß Mochental